# Бутурлин, Иван Иванович
Иван Иванович Бутурлин (24 июня [4 июля] 1661 — 31 декабря 1738 [11 января 1739]) — русский генерал из рода Бутурлиных, сподвижник Петра I, участник Северной войны.

## Биография
Сын ближнего стольника Ивана Андреевича Бутурлина (ум. 1696), внук Андрея Васильевича Кривого, окольничего при царе Алексее Михайловиче.
В 1687 году произведен в премьер-майоры только что сформированного Преображенского полка.
В 1700 году Бутурлин, будучи уже генерал-майором, привел из Москвы к Нарве Преображенский, Семёновский и 4 пехотных полка; при этом отряде находился и сам царь. Сражался под Нарвой, на другой день после битвы сдался на капитуляцию вместе с другими генералами, поверив обещанию шведского короля Карла XII дать свободный пропуск русским войскам. Но король не сдержал обещания, и Бутурлин, в числе других 10 генералов, отправлен был в Стокгольм военнопленным.

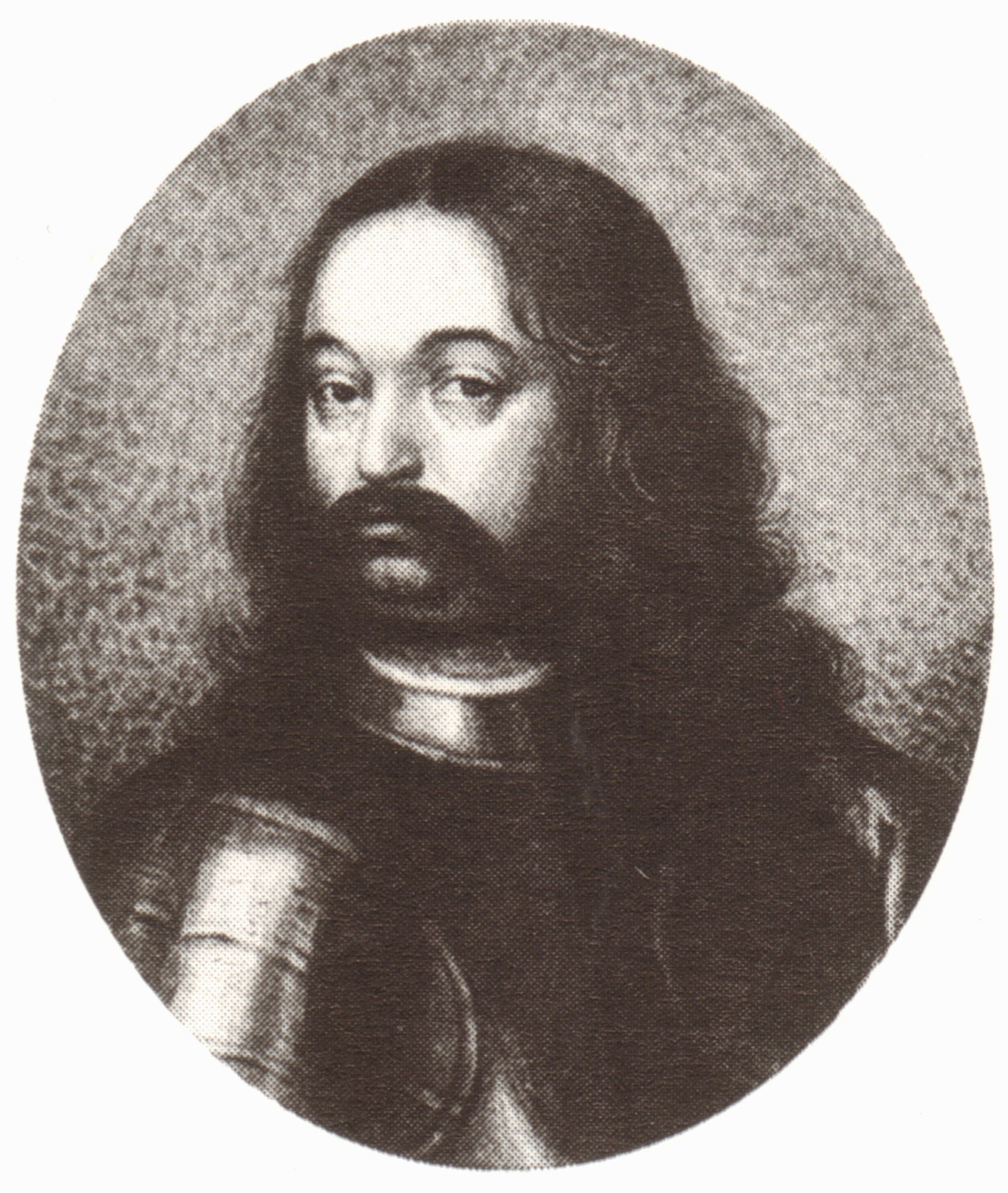
Портрет И. И. Бутурлина в шведском плену, кисти Элиаса Бреннера

Попытка его в 1703 году бежать из плена вместе с генералом Вейде и князем И. Ю. Трубецким не удалась: он был пойман, «зело обруган, бесчещен градодержавцем» и заключен в тюрьму. В 1710 году его обменяли, после чего Бутурлин вернулся в Россию.
В 1711 году командовал войсками, оберегавшими Украину от крымских татар, в 1712 году командовал войсками, расположенными около Митавы, а в 1713 году действовал в Финляндии, у Гельсингфорса, в котором, по занятии его без боя, оставлен был с отрядом в 3000 человек.
В октябре того же года, уже в чине генерал-лейтенанта, под начальством князя М. М. Голицына, Бутурлин участвовал в поражении шведов на реке Пелкуне. Под начальством того же Голицына Бутурлин участвовал и в поражении шведского генерала Армфельда у деревни Лаполя, 19 февраля 1714 года.
27 июля того же года участвовал в поражении шведского флота у Гангута.
11 февраля 1716 года назначен командиром галерной эскадры, с которой, по приказу государя, в мае должен был отправиться к Ростоку. Предположенная высадка в Швецию не состоялась из-за нерешительности союзников Петра, и эскадра, как и войска Шереметева, расположились у Ростока, где Бутурлин занимался постройкой новых галер.
24 апреля 1717 года Бутурлин, в свите Петра, приехал в Париж.
В 1718 году Бутурлин принимал видное участие в розыске по делу царевича Алексея и тогда же назначен был командиром Преображенского полка. В июне того же 1718 года Бутурлин, в качестве асессора, был в составе кригсрехта над Меншиковым, Апраксиным и Я. Ф. Долгоруковым, а в ноябре следующего 1719 года назначен членом вновь учрежденной Военной коллегии. В этой должности находился до 1722 года.
В 1720 году Бутурлин ездил с государем на вновь открытые минеральные Олонецкие воды и тогда же на судах ходил к Аландским островам и берегам Швеции. В день торжества Ништадского мира, 22 сентября 1721 года, Бутурлин произведен в генерал-аншефы.
В 1723 году был назначен членом «Вышнего суда» для разбора дела и суда над бароном П. П. Шафировым.
В 1725 году, по кончине Петра, Бутурлин долго не соглашался стать на сторону лиц, действовавших в пользу Екатерины, но, убежденный потом Меншиковым, окружил дворец гвардейскими полками и приказал ударить в барабаны. Находившийся тогда во дворце Репнин гневно спрашивал, кто мог распорядиться таким образом без его ведома. Бутурлин сказал, что это сделано по его приказанию и что в данном случае он действовал по повелению своей государыни.
У Екатерины I Бутурлин был в милости, но вскоре участие его в заговоре, имевшем целью низложение Меншикова, погубило его. Уцелевший Меншиков ничего не мог сделать заговорщикам при Екатерине, но, сделавшись всесильным при её преемнике, он отомстил им, а следовательно, и Бутурлину: лишённый чинов и знаков отличия, Бутурлин сослан был на безвыездное жительство в свои поместья, а вскоре потом лишился и всех деревень, пожалованных ему Петром Великим, которые были отобраны у него Долгоруковыми, занявшими при Петре II место и роль Меншикова. У Бутурлина осталось только родовое село Крутцы во Владимирской губернии, недалеко от города Александрова; там он и скончался 31 декабря 1738 года и был похоронен в Александрове, в Успенском девичьем монастыре.

## Память
- Наряду с другими лицами, образ И. И. Бутурлина увековечен в галерее бронзовых барельефов «Следователи и организаторы следствия эпохи правления Петра I», расположенной в административном здании Следственного комитета Российской Федерации (автор - А. Д. Чебаненко), открытой в 2023 году[7].
- Портрет И. И. Бутурлина размещен в наборе почтовых открыток «Следователи и организаторы следствия эпохи правления Петра I» (художник - И. О. Муротьян), изданный в 2022 году[7].
- Именем И. И. Бутурлина названа одна из улиц в селе Маджалис Кайтагского района Республики Дагестан, установлена мемориальная доска.